# Nils Nilsson i Karlstad
Nils Nilsson, (i riksdagen kallad Nilsson i Karlstad), född 10 september 1873 i Karlskoga, Örebro län, död 2 augusti 1948 i Karlstad, disponent och politiker (högern).
Nilsson var ledamot av riksdagens andra kammare från 1931, invald i Värmlands läns valkrets.

### Fotnoter
1. 1 2 3 4 5 6 7 8 9  Tvåkammar-riksdagen 1867–1970, vol. 4, 1985, s. 426, Svenskt porträttarkiv: sj9PGLAlnmUAAAAAABgcOQ, läst: 21 oktober 2023.[källa från Wikidata]
2. ↑  Nyeds kyrkoarkiv, Födelse- och dopböcker, SE/VA/13409/C/9 (1861-1873), bildid: 00043461_00152, födelse- och dopbok, s. no value, Nationell Arkivdatabas Referenskod: SE/VA/13409/C/9, läs onlineläs online, läst: 21 oktober 2023, ”110,Sept,10,Oct?,9,1,,Nils(5) Tvillingar, Byggm(ästare) Carl Johan Nilsson”.[källa från Wikidata]
3. 1 2 3 4   Sveriges dödbok 1901–2009 Swedish death index 1901–2009 (Version 5.0). Solna: Sveriges Släktforskarförbund. 2010. Libris 11931231